# Министр иностранных дел Хорватии
Министр иностранных и европейских дел Хорватии (хорв. Ministar vanjskih poslova i europskih poslova Republike Hrvatske) — министерский пост в правительстве Хорватии, глава министерства иностранных и европейских дел Республики Хорватии (хорв. Ministarstvo vanjskih i europskih poslova Republike Hrvatske), министерства в правительстве Хорватии, которое отвечает за иностранные дела и вступление в Европейский союз. Пост учреждён в 1990 году, после получения Хорватией независимости.
В период существования Независимого государства Хорватия в 1941—1945 годах также существовал пост министра иностранных дел Хорватии.

## Министры иностранных дел Хорватии в 1941—1945
- Анте Павелич — (16 апреля — 9 июня 1941);
- Младен Лоркович[англ.] — (9 июня 1941 — 28 апреля 1943);
- Миле Будак — (28 апреля 1943 — 1944);
- Мехмед Алайбегович — (1944—1945).

## Министры иностранных дел Хорватии с 31 мая 1990
- Здравко Мршич (31 мая — 8 ноября 1990);
- Фране Винко Голем (11 ноября 1990 — 3 мая 1991);
- Даворин Рудольф (3 мая — 31 июля 1991);
- Звонимир Шепарович (31 июля 1991 — 27 мая 1992);
- Зденко Шкрабало (9 июня 1992 — 28 мая 1993);
- Мате Гранич (28 мая 1993 — 27 января 2000);
- Тонино Пикула (27 января 2000 — 22 декабря 2003);
- Миомир Жужул (23 декабря 2003 — 17 февраля 2005);
- Колинда Грабар-Китарович (17 февраля 2005 — 12 января 2008);
- Гордан Яндрокович (12 января 2008 — 23 декабря 2011);
- Весна Пусич (23 декабря 2011 — 22 января 2016);
- Миро Ковач (22 января 2016 — 19 октября 2016);
- Давор Штир (19 октября 2016 — 19 июня 2017);
- Мария Пейчинович-Бурич (19 июня 2017 — 22 июля 2019);
- Гордан Грлич-Радман (с 22 июля 2019).